# Aeroportul Khark
Aeroportul Khark (IATA: KHK, ICAO: OIBQ) este un aeroport din Kharg Island⁠(d), Kharg District⁠(d), Bushehr County⁠(d), Bushehr Province⁠(d), Iran ce deservește zona Kharg⁠(d).
Situat la o altitudine de 5 m, aeroportul dispune de o singură pistă. Este operat de Iranian Airports Holding Company⁠(d).